# Balduinstein
Balduinstein è un comune di 539 abitanti della Renania-Palatinato, in Germania.
Appartiene al circondario (Landkreis) del Rhein-Lahn-Kreis (targa EMS) ed è parte della comunità amministrativa (Verbandsgemeinde) di Diez.

## Storia
Il 1º dicembre 1991 venne aggregato al comune di Balduinstein il comune di Schaumburg.